# Rifat Berisha
Rifat Latif Berisha (Berishë, Drenica, 1910. – 1949.), albanski aktivist i borac u Drugom svjetskom ratu, Heroj Kosova
Unuk Tahira Berishe, velikog talenta popularne filozofije svog stoljeća. 
Bio je u izvršnom članstvu Bujanske konferencije.

## Vanjske poveznice
- e Rifat L. Berisha  Arhivirana inačica izvorne stranice od 7. svibnja 2021. (Wayback Machine)
- Basha|Rifat Berisha:Figurë e shquar patriotike  Arhivirana inačica izvorne stranice od 5. ožujka 2016. (Wayback Machine)
- Radio Kosova e Lirë

Rifat Berisha (1910-1949) luftëtar i shquar i Lëvizjes Antifashiste dhe kundërshtar i mbetjes së Kosovës nën Jugosllavi
- Radio Kosova e Lirë Rifat Latif Berisha (1910- 1949)